# Lis M. Frederiksen
Lis Merete Frederiksen (født 25. juli 1943 i Roskilde) er en dansk journalist, der blandt andet har været ansat i ledende stillinger i DR og Kongehuset.
Lis M. Frederiksen blev efter skoletiden kahytsjomfru og blev derefter uddannet stewardesse hos det A.P. Møller-ejede Maersk Air. Hun skiftede dog til journalistikken og var fra 1971-1976 journalistelev ved Berlingske Tidende.
Samme år som hun blev færdiguddannet kom hun til DR, hvor hun først blev ansat på TV Avisen. I 1983 blev hun udlånt til Københavns Radio, men vendte i 1985 tilbage til TV Avisen, hvor hun blandt andet var studievært. Fra 1990 til 1990 var hun producent og sosuchef i TV-Fakta med ansvaret for kultur- og debatprogrammerne. Men igen vendte hun i 1993 tilbage til TV Avisen, denne gang for at blive redaktionens øverste chef. I de kommende år var hun med til at opybgge den såkaldte nyhedstime, der blev sendt mandag-torsdag kl. 21-22, som bestod af TV Avisen og et magasinprogram.
Efter DR kom hun i 1998 til Danmarks ambassade i Washington, D.C., hvor hun var informationschef og ambassaderåd. Hjemvendt fulgte en kort ansættelse i Lægemiddelstyrelsen i 2003.

## Kongehusets første informationschef
Herefter kom hun i 2004 til Kongehuset, hvor hun fik titel af informationschef. I første omgang blev hun ansat midlertidigt i forbindelse med kronprins Frederiks bryllup med Mary Donaldson for at stå for den mediemæssige afvikling af brylluppet. Efter brylluppet blev ansættelsen gjort permanent, og det danske kongehus havde dermed som et af de sidste i Europa ansat en pressechef.
Selv udtalte Lis M. Frederiksen om jobbet, at hendes opgave bestod var at "organisere kommunikationen mellem Kongehuset og offentligheden" samt at sætte den i system. Hun fik dog flere gange kritik af pressen for - trods sin titel - ikke at informere ret meget. Kritikken gik blandt andet på afviklingen af et pressemøde om prins Joachim og prinsesse Alexandras skilsmisse i 2004, som ifølge daværende chefredaktør på Se & Hør Henrik Qvortrup mest af alt mindede om et pressemøde i Østeuropa, mens Ekstra Bladet indstillede hende til Årets Nytårstorsk i 2004.
I 2017 forlod hun stillingen i Kongehuset og gik på pension. Hun har siden været medlem af menighedsrådet i Roskilde Domsogn og været aktiv i en borgergruppe, der havde som mål at redde Roskilde Sygehus.
Lis M. Frederiksen modtog i 1989 DR's Sprogpris, ligesom hun i 2005 blev ridder af 1. grad af Dannebrog. Hun er desuden kommandør af Føniksordenen, kommandør af 1. klasse af Nordstjerneordenen og storofficer af Sydkorsordenen.